# Stefanie Thurmann
Stefanie Thurmann (* 25. März 1982 in Perleberg, Bezirk Schwerin, DDR) ist eine deutsche Sportschützin.

## Leben
Stefanie Thurmann begann im Alter von 13 Jahren bei der Wittenberger Schützengilde 1582 e.V mit dem Schießsport. Sie besuchte das Marie-Curie-Gymnasium in Wittenberge und legte dort 2001 das Abitur ab. Ihren ersten großen internationalen Erfolg feierte sie 2001, als sie bei den Junioreneuropameisterschaften im kroatischen Zagreb im Wettbewerb mit der Sportpistole Vizeeuropameisterin im Einzel sowie auch mit der Mannschaft wurde. 2002 errang sie bei den Weltmeisterschaften im finnischen Lahti in der Disziplin Sportpistole Juniorinnen mit der Mannschaft die Bronzemedaille.
2003 startete sie erstmals in der Damenklasse und qualifizierte sich für die im tschechischen Pilsen stattfindenden Europameisterschaften, bei denen sie auf Anhieb den Europameistertitel in der Disziplin Sportpistole Mannschaft errang, zusammen mit ihren Mannschaftskolleginnen Munkhbayar Dorjsuren und Claudia Verdicchio. 2004 konnte sie als einzige weibliche Teilnehmerin der Pistolenmannschaft der Bundeswehr bei den CISM Militärweltmeisterschaften im türkischen Ankara den 4. Platz in der Disziplin Sportpistole und den 4. Platz in der Disziplin Militärische Schnellfeuerpistole belegen.
2005 gewann sie den Europameistertitel im serbischen Belgrad in der Disziplin Sportpistole Mannschaft zusammen mit ihren Mannschaftskolleginnen Munkhbayar Dorjsuren und Claudia Verdicchio.
2006 gewann sie bei den Weltmeisterschaften in der kroatischen Hauptstadt Zagreb in der Disziplin Sportpistole Mannschaft zusammen mit Munkhbayar Dorjsuren und Claudia Verdicchio die Bronzemedaille, außerdem konnte sie durch den 12. Platz im Einzel einen Quotenplatz für die Olympischen Spiele in Peking 2008 für Deutschland erringen.
Derzeit ist sie Sportsoldatin der Bundeswehr (im Rang eines Hauptfeldwebels) und lebt in Frankfurt (Oder).